# Чашкан (посёлок)
Чашкан — посёлок в Соль-Илецком городском округе Оренбургской области на территории бывшего Григорьевского сельсовета.

## География
Расположен на расстоянии примерно 21 километр по прямой на восток-юго-восток от окружного центра города Соль-Илецк.

## Климат
Климат резко континентальный, характеризующийся холодной суровой зимой, жарким летом, быстрым переходом от зимы к лету, недостаточностью атмосферных осадков. Зимой территория находится под влиянием холодных материковых воздушных масс, а летом из полупустынь Казахстана приходит континентальный «горячий» воздух, в результате чего почти ежегодно наблюдаются засушливые и суховейные периоды. Среднегодовая температура воздуха (+5,0 °C). Среднемесячная температура воздуха самого холодного месяца: −13,0 °C (январь, февраль). Среднемесячная температура воздуха самого жаркого месяца: +22,6 °C (июль). Среднегодовое количество осадков составляет 339 мм. Основная сумма осадков выпадает в тёплый период года (апрель-октябрь) и составляет 168 мм. В холодный период (ноябрь-март) осадков выпадает 153 мм.

## История
Назван посёлок по одноимённой железнодорожной станции, рядом с которой расположен. Официальное наименование посёлок получил в 1966 году. Посёлок был основан где-то в 1934-35 году как посёлок у МТС «Григорьевская», организованной в 1932 году.

## Население
Постоянное население составляло 633 человек в 2002 году (русские 80 %), 633 в 2010 году.